# Copa Sudamericana 2017
De Copa Sudamericana 2017 was de zestiende editie  van de Copa Sudamericana. Het toernooi vond plaats van 28 februari 2017 tot en met 13 december 2017. Chapecoense was de titelhouder, na het tragische ongeval van het jaar daarvoor toen de Colombiaanse tegenstander Atletico National had aangevraagd om de titel aan Chapecoense te schenken. Chapecoense werd uitgeschakeld in de achtste finales.

## Wijzigingen in competitiestructuur
Vanaf dit seizoen werden de volgende wijzigingen doorgevoerd:
- Het aantal teams wordt uitgebreid van 47 naar 54 teams.
- 44 teams worden direct worden toegelaten tot het hoofdtoernooi, de 10 verliezers uit de Copa Libertadores worden overgeheveld naar de Copa Sudamericana.
- Het toernooi wordt gespeeld van eind februari tot begin december.
- De Copa Sudamericana en Copa Libertadores worden tegelijkertijd gespeeld dus een team kan zich niet meer kwalificeren voor beide toernooien in hetzelfde jaar, tenzij zij worden getransfereerd van de Copa Libertadores naar de Copa Sudamericana.
- De winnaar plaatst zich direct voor de Copa Libertadores.
- Alle teams starten in de eerste fase.
- Het aantal deelnemende teams uit Brazilië wordt verlaagd van 8 naar 6.

## Loting
De loting voor de competitie vond plaats op 31 januari 2017, 21:00 PYST (UTC−3), in de CONMEBOL Convention Centre in Luque, Paraguay.
In de eerste ronde werden de 44 teams verdeeld over 2 zones:
- Zuid- Zone: Teams uit Argentinië, Bolivia, Chili, Paraguay, en Uruguay.
- Noord Zone: Teams uit Brazilië, Colombia, Ecuador, Peru, en Venezuela.

Voor de tweede ronde vond een aparte loting plaats op 14 juni 2017.

## Programma
Het programma is als volgt.
| fase         | heenwedstrijd                                                                                                | terugwedstrijd                                                                                               |
| ------------ | --- | --- |
| 1e fase      | Week 1: 28 februari – 2 maart 2017 Week 2: 4–6 april 2017 Week 3: 9–11 mei 2017 Week 4: 30 mei – 1 juni 2017 | Week 1: 28 februari – 2 maart 2017 Week 2: 4–6 april 2017 Week 3: 9–11 mei 2017 Week 4: 30 mei – 1 juni 2017 |
| 2e fase      | Week 1: 27–29 juni 2017 Week 2: 11–13 juli 2017 Week 3: 25–27 juli 2017 Week 4: 1–3 augustus 2017            | Week 1: 27–29 juni 2017 Week 2: 11–13 juli 2017 Week 3: 25–27 juli 2017 Week 4: 1–3 augustus 2017            |
| Laatste 16   | Week 1: 22–24 augustus 2017 week 2: 12–14 september 2017 Week 3: 19–21 september 2017                        | Week 1: 22–24 augustus 2017 week 2: 12–14 september 2017 Week 3: 19–21 september 2017                        |
| Kwartfinale  | 24–26 oktober 2017                                                                                           | 31 oktober – 2 november 2017                                                                                 |
| Halve finale | 21, 23 november 2017                                                                                         | 28, 30 november 2017                                                                                         |
| Finale       | 6 december 2017                                                                                              | 13 december 2017                                                                                             |

## Wedstrijdschema

### Eerste Fase
| Team 1                 | Tot.             | Team 2               | 1e wedstr. | 2e wedstr. |
| ---------------------- | ---------------- | -------------------- | ---------- | ---------- |
| Nacional Potosí        | 4-3              | Sport Huancayo       | 3-1        | 1-2        |
| Deportivo Cali         | 2-2 (u)          | Sportivo Luqueño     | 1-0        | 1-1        |
| Petrolero              | 1-6              | Universidad Católica | 1-3        | 0-3        |
| LDU Quito              | 4–3              | Defensor Sporting    | 2-2        | 2-1        |
| Everton                | 1-1 3-4 na pen)  | Patriotas            | 1-0        | 0-1        |
| Estudiantes de Caracas | 3-10             | Sol de América       | 2-3        | 1-7        |
| Cerro Porteño          | 3-2              | Caracas              | 1-1        | 2-1        |
| Deportivo Anzoátegui   | 3-4              | Huracán              | 3-0        | 0-4        |
| Oriente Petrolero      | 2-2 (8-7 na pen) | Deportivo Cuenca     | 1-1        | 1-1        |
| Corinthians            | 4-1              | Universidad de Chile | 2-0        | 2-1        |
| Independiente          | 1-0              | Alianza Lima         | 0-0        | 1-0        |
| Ponte Preta            | 1-1 (u)          | Gimnasia y Esgrima   | 0-0        | 1-1        |
| Boston River           | 4-2              | Comerciantes Unidos  | 3-1        | 1-1        |
| Juan Aurich            | 1-8              | Arsenal              | 0-2        | 1-6        |
| O'Higgins              | 1-2              | Fuerza Amarilla      | 1-0        | 0-2        |
| Deportes Tolima        | 2-2 (U)          | Bolívar              | 2-1        | 0-1        |
| Palestino              | 1-1 (7-6 np)     | Atlético Venezuela   | 0-1        | 1-0        |
| Sport Recife           | 3-3 (4-2 np)     | Danubio              | 3-0        | 0-3        |
| Racing                 | G19              | Rionegro Águilas     | 1-0        | 1 jun      |
| Cruzeiro               | 3-3 (2-3 np)     | Nacional             | 2-1        | 1-2        |
| Defensa y Justicia     | 1-1 (U)          | São Paulo            | 0-0        | 1-1        |
| Fluminense             | 2-1              | Liverpool            | 2-0        | 0-1        |

### Tweede fase
| Team 1             | Tot.        | Team 2                 | 1e wedstr. | 2e wedstr. |
| ------------------ | ----------- | ---------------------- | ---------- | ---------- |
| Racing             | 6–3         | Independiente Medellín | 3-1        | 3-2        |
| Deportivo Cali     | 2-2 (2–3 p) | Junior                 | 1-1        | 1-1        |
| Palestino          | 2-10        | Flamengo               | 2-5        | 0-5        |
| Nacional Potosí    | 0-3         | Estudiantes            | 0-1        | 0-2        |
| Independiente      | 6-3         | Deportes Iquique       | 4-2        | 2-1        |
| Bolívar            | 1-1 (5–6 p) | LDU Quito              | 1-0        | 0-1        |
| Ponte Preta        | 4–1         | Sol de América         | 1-0        | 3-1        |
| Fuerza Amarilla    | 1–2         | Santa Fe               | 1-1        | 0-1        |
| Huracán            | 1-7         | Libertad               | 1-5        | 0-2        |
| Sport Recife       | 3–2         | Arsenal                | 2-0        | 1-2        |
| Fluminense         | 6–1         | Universidad Católica   | 4-0        | 2-1        |
| Oriente Petrolero  | 2-6         | Atlético Tucumán       | 2-3        | 0-3        |
| Nacional           | 3-3 (u)     | Olimpia                | 1-1        | 2-2        |
| Defensa y Justicia | 1–1 (2–4 p) | Chapecoense            | 1-0        | 0-1        |
| Cerro Porteño      | 6-2         | Boston River           | 2-1        | 4-1        |
| Patriotas          | 1–3         | Corinthians            | 1-1        | 0-2        |

### Laatste 16
| Team 1           | Tot.    | Team 2        | 1e wedstr. | 2e wedstr. |
| ---------------- | ------- | ------------- | ---------- | ---------- |
| Corinthians      | 1-1 (U) | Racing        | 1-1        | 0-0        |
| Cerro Porteño    | 1-3     | Junior        | 0-0        | 1-3        |
| Chapecoense      | 0-4     | Flamengo      | 0-0        | 0-4        |
| Nacional         | 2-0     | Estudiantes   | 1-0        | 1-0        |
| Atlético Tucumán | 1-2     | Independiente | 1-0        | 0-2        |
| Fluminense       | 2-2 (U) | LDU Quito     | 1-0        | 1-2        |
| Sport Recife     | 3-2     | Ponte Preta   | 3-1        | 0-1        |
| Libertad         | 2-1     | Santa Fe      | 1-0        | 1-1        |

### Kwartfinale
| Team 1        | Tot. | Team 2   | 1e wedstr. | 2e wedstr. |
| ------------- | ---- | -------- | ---------- | ---------- |
| Libertad      | 1-0  | Racing   | 1-0        | 0-0        |
| Sport Recife  | 0-2  | Junior   | 0-2        | 0-0        |
| Fluminense    | 3-4  | Flamengo | 0-1        | 3-3        |
| Independiente | 6-1  | Nacional | 4-1        | 2-0        |

### Halve finale
| Team 1        | Tot. | Team 2   | 1e wedstr. | 2e wedstr. |
| ------------- | ---- | -------- | ---------- | ---------- |
| Independiente | 3-2  | Libertad | 0-1        | 3-1        |
| Flamengo      | 4-1  | Junior   | 2-1        | 2-0        |

### Finale
| Team 1        | Tot. | Team 2   | 1e wedstr. | 2e wedstr. |
| ------------- | ---- | -------- | ---------- | ---------- |
| Independiente | 3-2  | Flamengo | 2-1        | 1-1        |